# Герб Тюмени
Герб города Тюмень является официальным геральдическим символом Тюмени Тюменской области Российской Федерации.
Современный герб города Тюмень принят решением Тюменской городской Думы от 28 апреля 2005 года № 196.
Герб города включён в Государственный геральдический регистр Российской Федерации.

## История
Первое упоминание герба Тюмени, как печати Государственной земли Сибирской Тюменского города, встречается у картографа С. У. Ремезова в «Книге служебной чертёжной» 1635 года. На ней изображены лисица и бобр, стоящие на задних лапах.
Герб был пожалован городу 17 марта 1785 года. Он представлял собой четырёхугольный, с закруглёнными нижними углами французский щит, разделённый на две половины. В верхней его части был помещён герб Тобольска, как указание на административное подчинение Тобольской губернии, а в нижней его части: «в лазоревом поле с золотой мачтою дощаник, плывущий по серебряной реке, в знак того, что от сего города начинается плавание по рекам всей Сибири».
В данном виде герб существовал до 1917 года.
16 марта 1993 года решением горсовета исторический герб был вновь утверждён в качестве официального символа города.
28 апреля 2005 года решением Тюменской областной думы № 196 по проекту А. К. Грефенштейна и И.А. Соболева был утверждён новый герб, в геральдическом щите которого отсутствует Тобольская символика, а дощаник полностью стал золотым. Статус столицы области позволил городу Тюмени дополнить герб соответствующей короной, щитодержателями, опирающимися на подножие в виде золотого трофея, и девизной лентой.

## Описание герба
Герб Тюмени 2005 года имеет следующее геральдическое описание:
- Четырёхугольный, с закругленными нижними углами, заострённый в нижней оконечности геральдический французский щит. В синем поле щита, на белой реке изображён плывущий дощаник с двумя двухкосичными вымпелами на мачте и на носу. Щит венчает золотая башенная корона с пятью зубцами.
- Щитодержатели: Стоящие на золотом трофее чёрные бобр (слева) и лис (справа).
- На лазоревой ленте серебром начертан девиз: «ОТ СЕГО ГРАДА НАЧИНАЕТСЯ».

Герб Тюмени 2005 года существует в трёх равноправных версиях, имеющих одинаковый правовой и репрезентативный статус. Помимо полного герба описанного выше, существует также «Средний герб» с короной, без щитодержателей, подножия и девизной ленты, и «Малый герб», без территориальной короны, щитодержателей, подножия и девизной ленты.

## Описание символики
Герб Тобольска показывал, что Тюмень входила в Тобольскую губернию, где Тобольск был столицей.
Корона - статусная (ранговая) и указывает на то, что Тюмень является столицей области.
Дощаник, развернутый геральдически влево, указывает, что от этого города начинается плавание на восток от Уральского водораздела, т.е., по рекам Сибири.
Бобр символизирует созидательный труд. Лис олицетворяет ум и сообразительность.

## Галерея
- Герб Тюмени на знамени Тюменского карабинерного полка. 1764 год
- Герб 1785 года на базе герба Тобольского наместничества. Так же герб города с 1993 по 2005 годы
- Полный, средний и малый герб Тюмени с 2005 года
- Почтовый блок